# Колм Фиор
Колм Џозеф Фиор (енгл. Colm Joseph Feore; рођен у Бостону, Масачусетс, 22. августа 1958), канадски је позоришни, филмски и ТВ глумац, рођен у Америци.